# 히고시역
히고시역(일본어: 樋越駅, ひごしえき)은 일본 군마현 마에바시시에 있는 조모 전기 철도 조모 전기 철도 조모 선의 역이다.

## 역 구조
단선 승강장 1면 1선의 지상역으로 무인역이다.

## 역 주변
- 히고시 공민관
- 오고 경찰서
- 히가시 소방서
- 후지 제작소 오고 공장

## 역사
- 1928년 11월 10일: 영업 개시.

## 인접역
| ■ 조모 전기 철도 조모 선 | ■ 조모 전기 철도 조모 선 | ■ 조모 전기 철도 조모 선 |
| ------------------------ | ------------------------ | ------------------------ |
| 오고 주오마에바시 방면   |                          | 기타하라 니시키류 방면   |